# A Division 1972-1973 (Irlanda)
La stagione 1972-1973 è stata la cinquantaduesima edizione della League of Ireland, massimo livello del calcio irlandese.

## Classifica finale
|  | Pos. | Squadra         | Pt | G  | V  | N  | P  | GF | GS | DR  |
|  | ---- | --------------- | -- | -- | -- | -- | -- | -- | -- | --- |
|  | 1.   | Waterford       | 42 | 26 | 20 | 2  | 4  | 67 | 21 | +46 |
|  | 2.   | Finn Harps      | 41 | 26 | 19 | 3  | 4  | 59 | 32 | +27 |
|  | 3.   | Bohemians       | 37 | 26 | 16 | 5  | 5  | 46 | 25 | +21 |
|  | 4.   | Cork Hibernians | 34 | 26 | 13 | 8  | 5  | 53 | 27 | +26 |
|  | 5.   | Shamrock Rovers | 30 | 26 | 12 | 6  | 8  | 45 | 32 | +13 |
|  | 6.   | Athlone Town    | 30 | 26 | 13 | 4  | 9  | 38 | 31 | +7  |
|  | 7.   | St Patrick's    | 25 | 26 | 7  | 11 | 8  | 37 | 43 | -6  |
|  | 8.   | Shelbourne      | 24 | 26 | 9  | 6  | 11 | 50 | 40 | -10 |
|  | 9.   | Limerick        | 20 | 26 | 8  | 6  | 12 | 32 | 35 | -3  |
|  | 10.  | Sligo Rovers    | 20 | 26 | 8  | 2  | 16 | 25 | 51 | -26 |
|  | 11.  | Home Farm       | 19 | 26 | 6  | 7  | 13 | 29 | 60 | -31 |
|  | 12.  | Cork Celtic     | 18 | 26 | 7  | 4  | 15 | 29 | 50 | -21 |
|  | 13.  | Dundalk         | 14 | 26 | 4  | 6  | 16 | 19 | 48 | -29 |
|  | 14.  | Drogheda        | 10 | 26 | 1  | 8  | 17 | 22 | 56 | -34 |

Legenda:

         Campione d'Irlanda 1972-1973 e qualificata in Coppa dei Campioni 1973-1974
         Vincitrice della FAI Cup e qualificata in Coppa delle Coppe 1973-1974
         Qualificate in Coppa UEFA 1973-1974
Note:
Due punti a vittoria, uno a pareggio, zero a sconfitta.

## Statistiche

### Primati stagionali
| Record - Maggior numero di vittorie: Waterford (20) - Minor numero di sconfitte: Waterford e Finn Harps (4) - Miglior attacco: Waterford (67) - Miglior difesa: Waterford (21) - Miglior media gol: Waterford (+46) - Maggior numero di pareggi: St Patrick's (11) - Minor numero di vittorie: Drogheda (1) - Maggior numero di sconfitte: Drogheda (17) - Peggiore attacco: Dundalk (19) - Peggior difesa: Drogheda (56) - Peggior differenza reti: Drogheda (-34) |